# Ophiacodontidae
Ophiacodontidae é uma família de eupelicossauros herbívoros distribuídos do Carbonífero Superior ao Permiano Médio. Seus restos fósseis foram encontrados principalmente na América do Norte.

## Gêneros
- Archaeothyris Reisz, 1972
- Baldwinonus Romer & Price, 1940
- Clepsydrops Cope, 1875
- ?Protoclepsydrops Carroll, 1964
- Ophiacodon Marsh, 1878
- Stereophallodon Romer, 1937
- Stereorhachis Gaudry, 1880
- Varanosaurus Broili, 1904